# Shen Yang
Shen Yang (Chinês: 沈 阳; Nanquim, 23 de Janeiro de 1989) é uma Grande Mestra de Xadrez chinesa. Em 2001, ela venceu o Campeonato Mundial Feminino Júnior sub-12 na Espanha e em 2006, venceu o Campeonato do mundo de xadrez júnior em Yerevan, na Armênia
Yang participou da Olimpíada de Xadrez em Turin (2006), ajudando a equipe chinesa a alcançar o terceiro lugar na competição, e em Yekaterinburg (2007) ajudou a equipe feminina da china a vencer o primeiro Campeonato Mundial de Equipes Feminino.